# Campeonato Maranhense de Futebol de 2019
O Campeonato Maranhense de Futebol de 2019 foi a 98ª edição da competição organizada pela Federação Maranhense de Futebol. A competição garantiu duas vagas na Copa do Brasil de 2020 e uma na Copa do Nordeste de 2020 e Série D do Brasileiro de 2020.

## Regulamento
A competição será realizada em turno único. As equipes disputarão a primeira fase em um sistema de pontos corridos em jogos só de ida, totalizando 7 rodadas na fase classificatória. Os quatro melhores colocados da fase garantem vaga na segunda fase. A equipe que tiver ficado em 8° lugar na classificação estará rebaixada para a Segunda Divisão de 2020.
A segunda fase do campeonato serão as semifinais. As quatro equipes classificadas jogarão as semifinais em jogos de ida e volta (1° Lugar X 4° Lugar e 2° Lugar X 3° Lugar), o mando de campo do segundo jogo serão das equipes que tiverem ficado em 1° e 2° Lugar na primeira fase. Os vencedores dos confrontos estarão classificadas para a terceira fase.
A terceira fase do campeonato será a final. As duas equipes classificadas jogarão as finais em jogos de ida e volta, o mando de campo do segundo jogo será da equipe que tiver o melhor índice técnico na competição. O vencedor dos confrontos será declarado campeão do Estadual de 2019.

### Critérios de Desempate
Em todas as fases, os critérios de desempate serão usados na seguinte forma:
1. Maior número de pontos;
2. Maior número de vitórias;
3. Maior saldo de gols;
4. Maior número de gols marcados;
5. Maior número de pontos no confronto direto (inaplicável para empates com 3 ou mais equipes);
6. Maior saldo de gols no confronto direto (inaplicável para empates com 3 ou mais equipes);
7. Menor número de cartões vermelhos;
8. Menor número de cartões amarelos;
9. Sorteio.

Os dois primeiros colocados no Maranhense 2019 disputarão a Copa do Brasil de 2020. Já o campeão, além da Copa do Brasil, disputará a fase de grupos da Copa do Nordeste de 2020 e a Série D do Brasileiro de 2020. Caso o Sampaio Corrêa ou o Imperatriz vençam o campeonato, os melhores classificados abaixo disputarão a Série D 2020, uma vez que o Sampaio Corrêa e Imperatriz já disputam a Série C 2019.

## Primeira Fase

### Classificação
| Pos | Equipes        | Pts | J | V | E | D | GP | GC | SG  | Zona de classificação            |
| --- | -------------- | --- | - | - | - | - | -- | -- | --- | -------------------------------- |
| 1   | Moto Club      | 19  | 7 | 6 | 1 | 0 | 8  | 1  | +7  | Classificados para as Semifinais |
| 2   | Imperatriz     | 14  | 7 | 4 | 2 | 1 | 11 | 6  | +5  | Classificados para as Semifinais |
| 3   | Sampaio Corrêa | 13  | 7 | 4 | 1 | 2 | 7  | 3  | +4  | Classificados para as Semifinais |
| 4   | Maranhão       | 10  | 7 | 3 | 1 | 3 | 11 | 7  | +4  | Classificados para as Semifinais |
| 5   | Pinheiro       | 8   | 7 | 2 | 2 | 3 | 12 | 13 | –1  | Eliminados na Fase               |
| 6   | São José-MA    | 7   | 7 | 2 | 1 | 4 | 8  | 15 | -7  | Eliminados na Fase               |
| 7   | Cordino        | 6   | 7 | 2 | 0 | 5 | 13 | 13 | 0   | Eliminados na Fase               |
| 8   | Santa Quitéria | 2   | 7 | 0 | 2 | 5 | 4  | 16 | -12 | Rebaixado à Série B              |

| Pos | 1ª  | 2ª  | 3ª  | 4ª  | 5ª  | 6ª  | 7ª  |
| --- | --- | --- | --- | --- | --- | --- | --- |
| 1   | MAC | SAM | MOT | MOT | MOT | MOT | MOT |
| 2   | SAM | MOT | SAM | SAM | SAM | IMP | IMP |
| 3   | IMP | MAC | PIN | PIN | IMP | SAM | SAM |
| 4   | MOT | IMP | SJO | MAC | PIN | MAC | MAC |
| 5   | PIN | PIN | IMP | IMP | SJO | PIN | PIN |
| 6   | STQ | STQ | MAC | SJO | MAC | SJO | SJO |
| 7   | COR | SJO | STQ | COR | COR | COR | COR |
| 8   | SJO | COR | COR | STQ | STQ | STQ | STQ |

## Fase Final
Em itálico, os times que possuem o mando de campo no primeiro jogo do confronto e em negrito os times classificados.
|  | Semifinais     | Semifinais | Semifinais | Semifinais |   |            | Final | Final | Final | Final |
|  |                |            |            |            |   |            |       |       |       |       |
|  | Sampaio Corrêa | 0          | 1          | 1          |   |            |       |       |       |       |
|  | Imperatriz     | 0          | 1          | 1          |   |            |       |       |       |       |
|  | Imperatriz     | 0          | 1          | 1          |   | Imperatriz | 0     | 3     | 3     |       |
|  |                |            |            |            |   | Imperatriz | 0     | 3     | 3     |       |
|  |                | Moto Club  | 0          | 2          | 2 |            |       |       |       |       |
|  | Maranhão       | Moto Club  | 0          | 2          | 2 | 1          | 0     | 1     |       |       |
|  | Maranhão       |            |            |            |   | 1          | 0     | 1     |       |       |
|  | Moto Club      | 2          | 2          | 4          |   |            |       |       |       |       |

## Final

### Jogo de ida
| Quarta-feira, 10 de abril | Imperatriz | 0 – 0                  | Moto Club | Estádio Frei Epifânio, Imperatriz                                            |
| 20:15                     |            | Súmula FMF Borderô FMF |           | Público: 3 202 pagantes Renda: R$ 86.120,00 Árbitro: Paulo Jose Sousa Mourao |

### Jogo de volta
| Sábado, 13 de abril | Moto Club | 2 – 3                  | Imperatriz | Estádio Castelão, São Luís                                                                      |
| 17:00               |           | Súmula FMF Borderô FMF |            | Público: 6,883 pagantes/total 13,100 Renda: R$ 135.700 Árbitro: Jose Henrique de Azevedo Junior |

## Premiação final
| Campeonato Maranhense 2019     |
| Imperatriz                     |
| ------------------------------ |
| Imperatriz Campeão (3º título) |

## Estatísticas

### Artilharia
- Atualizado até os jogos do dia 19 de março de 2019.

| Gols | Jogador         | Time           |
| ---- | --------------- | -------------- |
| 4    | Cris            | Cordino        |
| 4    | Gleyson         | Cordino        |
| 4    | Marciano        | Maranhão       |
| 4    | Junior Chicão   | Imperatriz     |
| 4    | Paquetá         | Pinheiro       |
| 3    | Heider          | Pinheiro       |
| 3    | Maxuell Samurai | Sampaio Corrêa |
| 3    | Rone            | São José-MA    |
| 2    | 9 jogadores     | 9 jogadores    |
| 1    | 28 jogadores    | 28 jogadores   |

Fonte: Federação Maranhense de Futebol.

### Maiores públicos
Esses são os dois maiores públicos do Campeonato:
Fonte: Federação Maranhense